# Loulay
Loulay is een gemeente in het Franse departement Charente-Maritime (regio Nouvelle-Aquitaine) en telt 759 inwoners (1999). De plaats maakt deel uit van het arrondissement Saint-Jean-d'Angély.

## Geografie
De oppervlakte van Loulay bedraagt 7,3 km², de bevolkingsdichtheid is 104,0 inwoners per km².

## Verkeer en vervoer
In de gemeente ligt spoorwegstation Loulay.
De onderstaande kaart toont de ligging van Loulay met de belangrijkste infrastructuur en aangrenzende gemeenten.

## Demografie
Onderstaande figuur toont het verloop van het inwonertal (bron: INSEE-tellingen).